# فلادو شولا
فلادو شولا (بالكرواتية: Vladimir Šola) مواليد 16 نوفمبر 1968 في جمهورية يوغوسلافيا الاشتراكية الاتحادية، هو لاعب كرة يد كرواتي معتزل لعب كحارس مرمى. شارك في دورة الألعاب الأولمبية الصيفية سنة 2004.

## الإنجازات
- الدوري المجري لكرة اليد (2): 2004-05، 2005–06
- الدوري الكرواتي لكرة اليد (2): 2006-07، 2007–08

## روابط خارجية
- فلادو شولا على موقع الاتحاد الأوروبي لكرة اليد (الإنجليزية)
- فلادو شولا على موقع اللجنة الأولمبية الدولية (الإنجليزية)
- فلادو شولا على موقع أوليمبيديا (الإنجليزية)
- فلادو شولا على موقع اللجنة الأولمبية الكرواتية (مؤرشف) (الكرواتية)